# 蘭越町
蘭越町（らんこしちょう）は、北海道磯谷郡にある町。
地名は、アイヌ語の「ランコ・ウシ (ranko-us-i)」（桂の木の多い所）に由来する。

## 地理
ニセコ連峰は「ニセコ積丹小樽海岸国定公園」に指定されている。尻別川は清流日本一に認定されたことがあり、サケやサクラマスがのぼる川でもある。流域に広がる平坦地は水田の耕作に適しており、「らんこし米」が生産されている。
- 山：雷電山（1,211.7m）、目国内岳（1,120m）、シャクナゲ岳（1,074m）、チセヌプリ（1,134.2m）、ニトヌプリ（1,080m）
- 河川 : 尻別川、目名川、ペンケ目国内川
- 湖沼：大湯沼、小湯沼

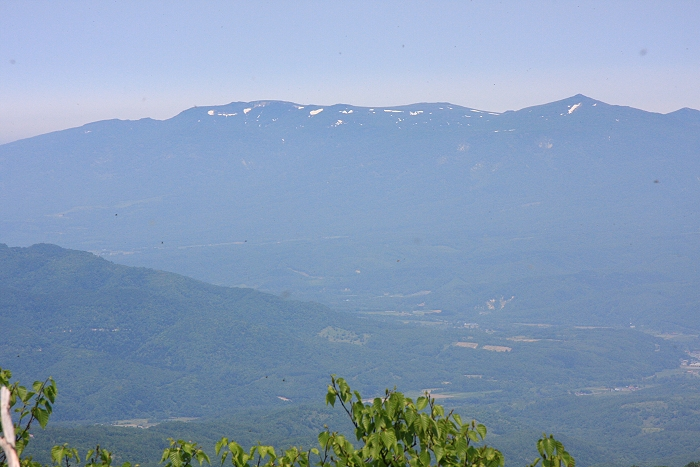
昆布岳から望む雷電山（2012年）
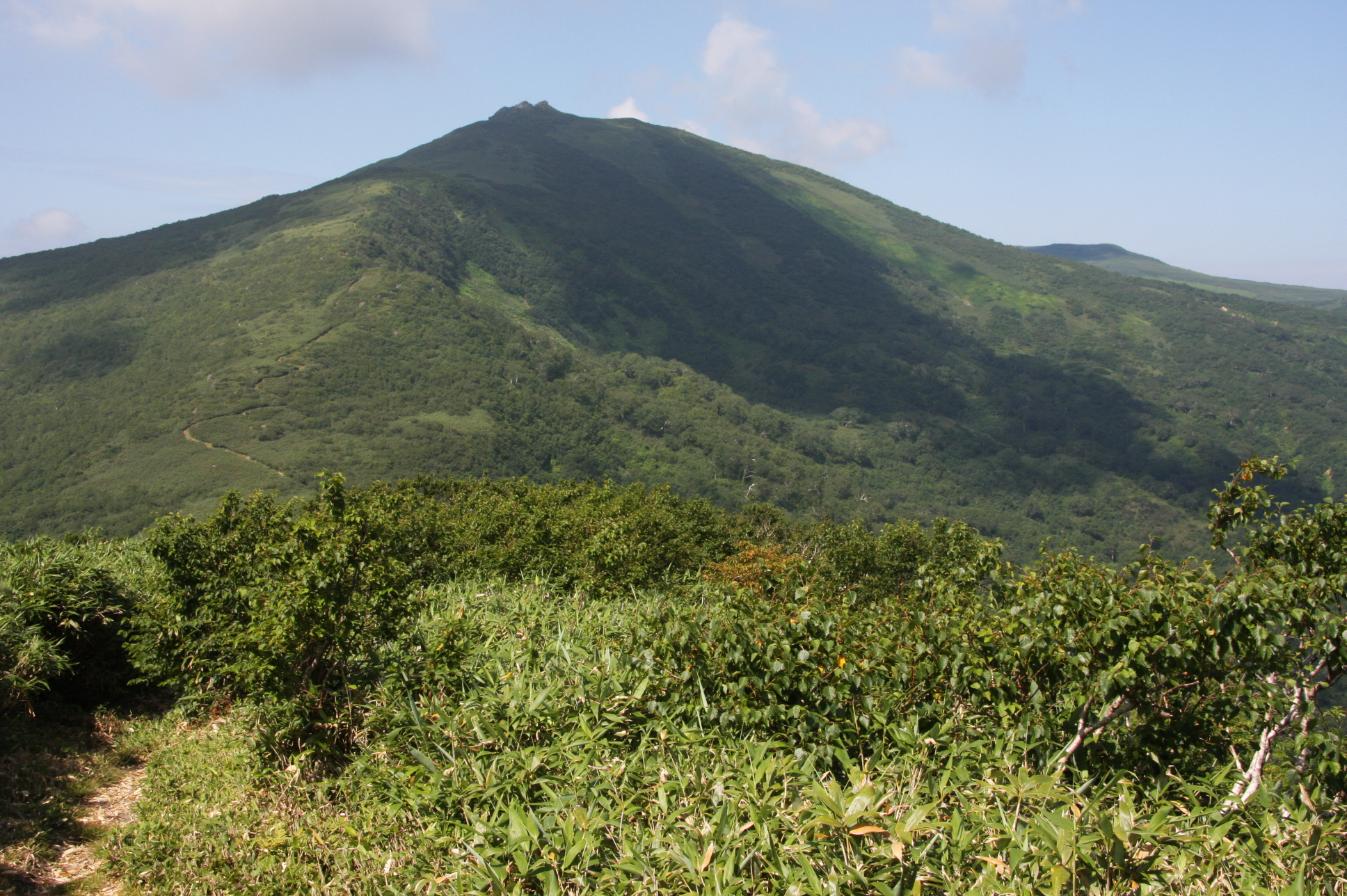
チセヌプリから眺めた目国内岳（2009年）
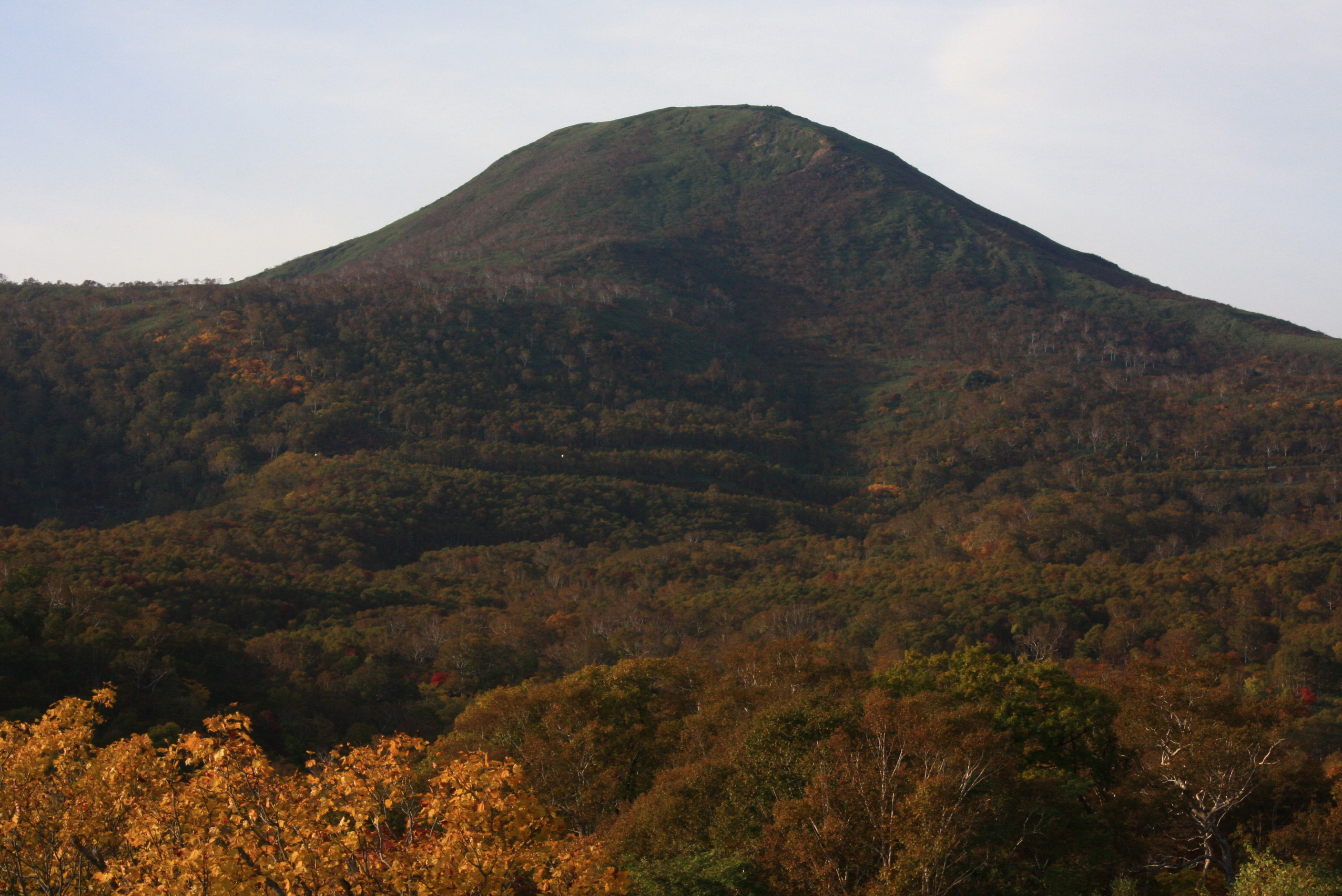
チセヌプリ（2011年）
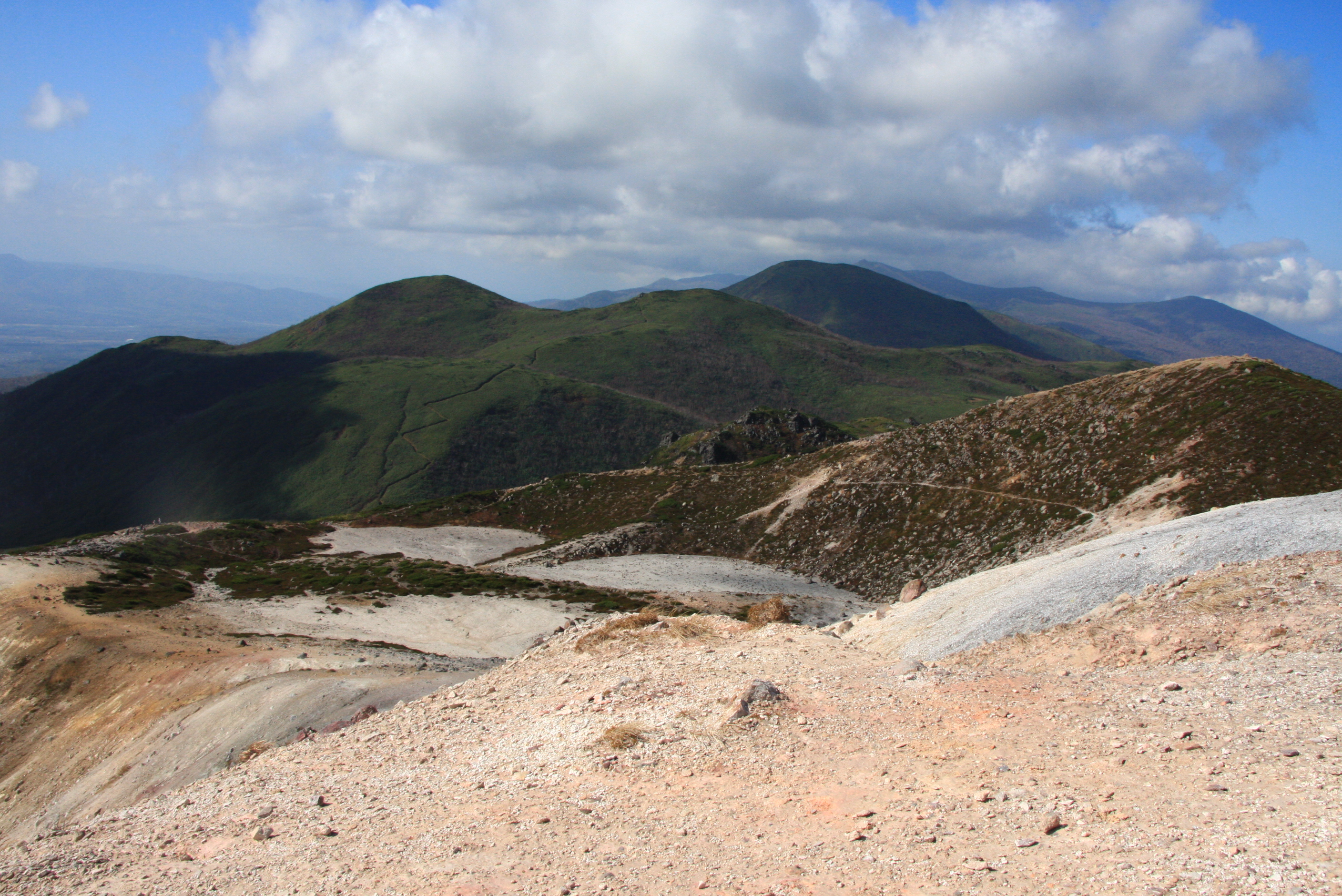
イワオヌプリより望むニトヌプリ（2012年）
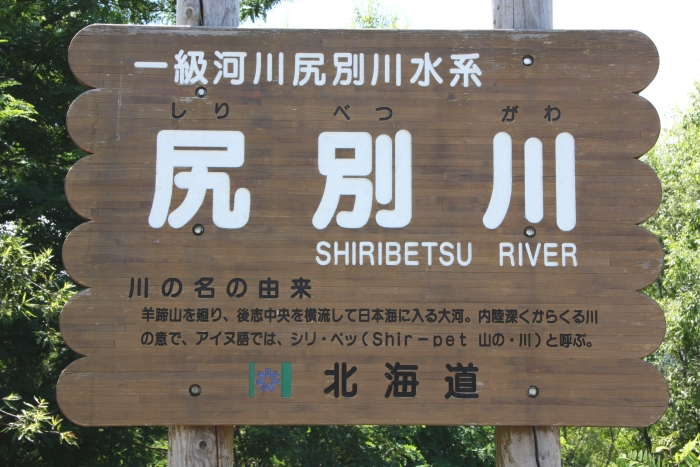
湯山別橋にある尻別川の河川標識（2012年）
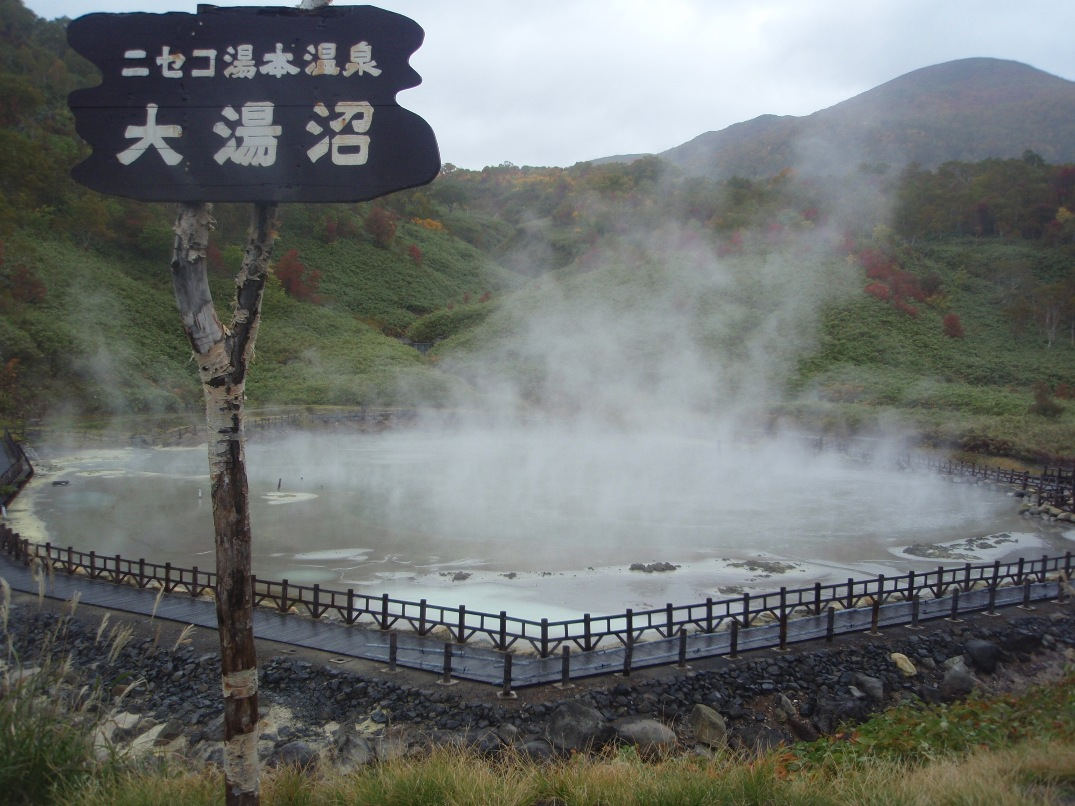
大湯沼（2007年）
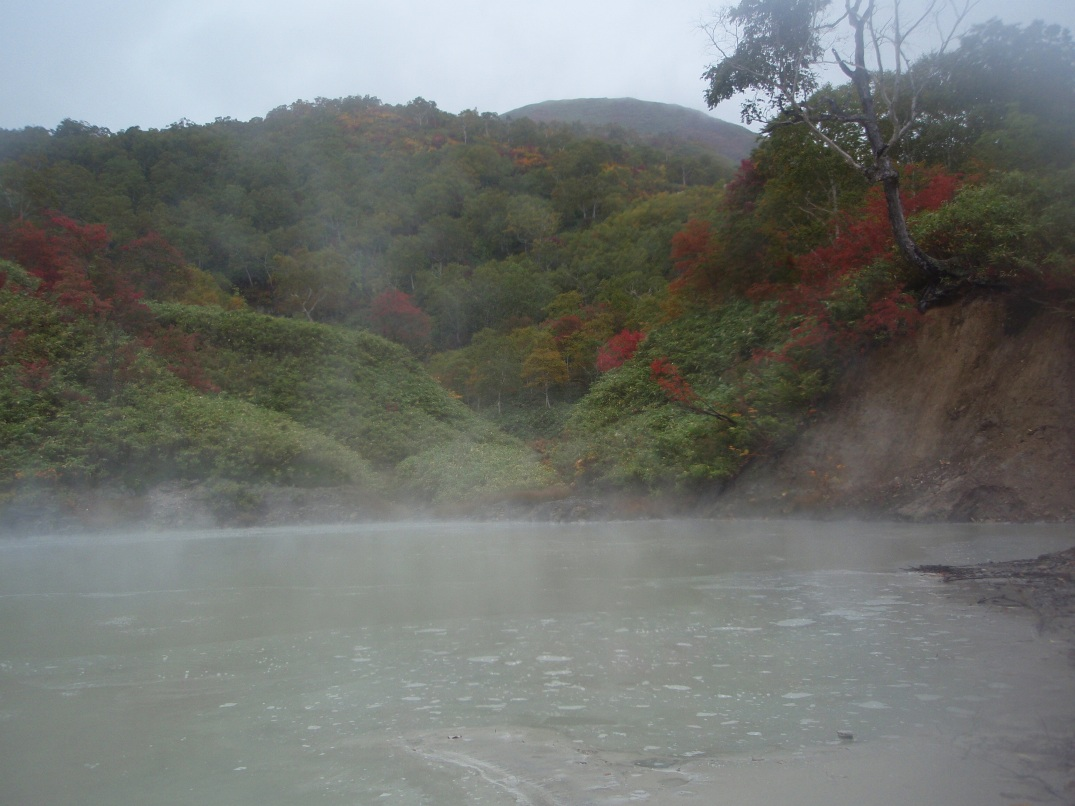
小湯沼（2007年）

### 気候
気候は比較的温暖であるが、冬は積雪量が多く「特別豪雪地帯」に指定されている。
| 蘭越（1991年 - 2020年）の気候      | 蘭越（1991年 - 2020年）の気候 | 蘭越（1991年 - 2020年）の気候 | 蘭越（1991年 - 2020年）の気候 | 蘭越（1991年 - 2020年）の気候 | 蘭越（1991年 - 2020年）の気候 | 蘭越（1991年 - 2020年）の気候 | 蘭越（1991年 - 2020年）の気候 | 蘭越（1991年 - 2020年）の気候 | 蘭越（1991年 - 2020年）の気候 | 蘭越（1991年 - 2020年）の気候 | 蘭越（1991年 - 2020年）の気候 | 蘭越（1991年 - 2020年）の気候 | 蘭越（1991年 - 2020年）の気候 |
| 月                                 | 1月                           | 2月                           | 3月                           | 4月                           | 5月                           | 6月                           | 7月                           | 8月                           | 9月                           | 10月                          | 11月                          | 12月                          | 年                            |
| ---------------------------------- | ----------------------------- | ----------------------------- | ----------------------------- | ----------------------------- | ----------------------------- | ----------------------------- | ----------------------------- | ----------------------------- | ----------------------------- | ----------------------------- | ----------------------------- | ----------------------------- | ----------------------------- |
| 最高気温記録 °C （°F）             | 8.7 (47.7)                    | 13.2 (55.8)                   | 15.9 (60.6)                   | 25.4 (77.7)                   | 33.1 (91.6)                   | 32.7 (90.9)                   | 33.7 (92.7)                   | 35.4 (95.7)                   | 32.1 (89.8)                   | 27.5 (81.5)                   | 22.0 (71.6)                   | 13.6 (56.5)                   | 35.4 (95.7)                   |
| 平均最高気温 °C （°F）             | −0.8 (30.6)                   | 0.0 (32)                      | 3.9 (39)                      | 10.6 (51.1)                   | 17.3 (63.1)                   | 21.3 (70.3)                   | 24.7 (76.5)                   | 25.9 (78.6)                   | 22.4 (72.3)                   | 15.8 (60.4)                   | 7.9 (46.2)                    | 1.2 (34.2)                    | 12.5 (54.5)                   |
| 日平均気温 °C （°F）               | −4.2 (24.4)                   | −3.7 (25.3)                   | −0.2 (31.6)                   | 5.4 (41.7)                    | 11.4 (52.5)                   | 15.9 (60.6)                   | 19.9 (67.8)                   | 20.9 (69.6)                   | 16.8 (62.2)                   | 10.1 (50.2)                   | 3.6 (38.5)                    | −2.1 (28.2)                   | 7.8 (46)                      |
| 平均最低気温 °C （°F）             | −8.2 (17.2)                   | −8.1 (17.4)                   | −4.8 (23.4)                   | 0.0 (32)                      | 5.7 (42.3)                    | 11.4 (52.5)                   | 16.1 (61)                     | 16.8 (62.2)                   | 11.7 (53.1)                   | 4.8 (40.6)                    | −0.5 (31.1)                   | −5.6 (21.9)                   | 3.3 (37.9)                    |
| 最低気温記録 °C （°F）             | −24.7 (−12.5)                 | −24.1 (−11.4)                 | −19.2 (−2.6)                  | −10.5 (13.1)                  | −2.6 (27.3)                   | 2.0 (35.6)                    | 5.5 (41.9)                    | 7.5 (45.5)                    | 1.3 (34.3)                    | −3.9 (25)                     | −11.9 (10.6)                  | −20.3 (−4.5)                  | −24.7 (−12.5)                 |
| 降水量 mm （inch）                 | 104.2 (4.102)                 | 79.6 (3.134)                  | 59.2 (2.331)                  | 61.0 (2.402)                  | 74.1 (2.917)                  | 64.1 (2.524)                  | 104.2 (4.102)                 | 142.2 (5.598)                 | 142.9 (5.626)                 | 120.9 (4.76)                  | 137.2 (5.402)                 | 125.9 (4.957)                 | 1,220.4 (48.047)              |
| 降雪量 cm （inch）                 | 213 (83.9)                    | 169 (66.5)                    | 107 (42.1)                    | 13 (5.1)                      | 0 (0)                         | 0 (0)                         | 0 (0)                         | 0 (0)                         | 0 (0)                         | 0 (0)                         | 53 (20.9)                     | 194 (76.4)                    | 746 (293.7)                   |
| 平均降水日数 （≥1.0 mm）           | 21.2                          | 17.5                          | 13.8                          | 10.3                          | 9.3                           | 8.3                           | 8.8                           | 9.7                           | 11.7                          | 14.3                          | 18.3                          | 21.8                          | 165.0                         |
| 平均月間日照時間                   | 33.3                          | 48.2                          | 99.5                          | 164.9                         | 196.4                         | 160.6                         | 131.4                         | 142.9                         | 148.7                         | 122.7                         | 63.2                          | 26.4                          | 1,338                         |
| 出典1：Japan Meteorological Agency |                               |                               |                               |                               |                               |                               |                               |                               |                               |                               |                               |                               |                               |
| 出典2：気象庁                      |                               |                               |                               |                               |                               |                               |                               |                               |                               |                               |                               |                               |                               |

### 人口
| |                                        |  |
| 蘭越町と全国の年齢別人口分布（2005年） | 蘭越町の年齢・男女別人口分布（2005年） |  |
| ■紫色 ― 蘭越町 ■緑色 ― 日本全国 | ■青色 ― 男性 ■赤色 ― 女性              |  |
| 蘭越町（に相当する地域）の人口の推移 \| 1970年（昭和45年） \| 9,406人 \| \| \| 1975年（昭和50年） \| 8,574人 \| \| \| 1980年（昭和55年） \| 8,055人 \| \| \| 1985年（昭和60年） \| 7,553人 \| \| \| 1990年（平成2年） \| 6,986人 \| \| \| 1995年（平成7年） \| 6,450人 \| \| \| 2000年（平成12年） \| 6,215人 \| \| \| 2005年（平成17年） \| 5,802人 \| \| \| 2010年（平成22年） \| 5,292人 \| \| \| 2015年（平成27年） \| 4,843人 \| \| \| 2020年（令和2年） \| 4,568人 \| \| |                                        |  |
| 総務省統計局 国勢調査より |                                        |  |
| 1970年（昭和45年） | 9,406人                                |  |
| 1975年（昭和50年） | 8,574人                                |  |
| 1980年（昭和55年） | 8,055人                                |  |
| 1985年（昭和60年） | 7,553人                                |  |
| 1990年（平成2年） | 6,986人                                |  |
| 1995年（平成7年） | 6,450人                                |  |
| 2000年（平成12年） | 6,215人                                |  |
| 2005年（平成17年） | 5,802人                                |  |
| 2010年（平成22年） | 5,292人                                |  |
| 2015年（平成27年） | 4,843人                                |  |
| 2020年（令和2年） | 4,568人                                |  |

地名
- 蘭越
- 昆布町
- 黄金
- 立川
- 湯里
- 日出
- 大谷
- 淀川
- 目名
- 相生
- 讃岐
- 田下
- 貝川
- 名駒
- 清水
- 富岡
- 吉国
- 三和
- 御成
- 初田
- 共栄
- 港
- 三笠

### 消滅集落
2015年国勢調査によれば、以下の集落は調査時点で人口0人の消滅集落となっている。
- 蘭越町 - 字上目名

## 歴史
「まちの歴史」参照。
- 江戸時代に松前藩はイソヤ場所を置く。
- 1869年（明治2年） - 、蝦夷地を北海道と改称し、11国86郡を置く。後志国磯谷郡となり、米沢藩と五島銑之丞の管轄となる。
- 1871年（明治4年） - 磯谷郡が開拓使の管轄となる。
- 1872年（明治5年） - 箱館支庁管轄となり磯谷郡に尻別村、能津登村、島古丹村、横澗村の4ヵ村に区画し戸長を置いた。
- 1880年（明治13年） - 4か村連合が2か村連合となり、横澗村・島古丹村と能津登村・尻別村（しりべつむら）の2か所に戸長役場と戸長が置かれる。
- 1882年（明治15年） - 、三県一局時代となり函館県の管轄となる（1886年に函館支庁となる）。また、再び4か村連合となり、能津登村に戸長役場を置く。
- 1885年（明治18年） - 岩内の渡辺某がチセヌプリ南麓で間歇泉を発見。没後、老婆が経営したので「婆温泉」と言われるようになる。後に「馬場温泉」となって現在のニセコ湯本温泉となる。
- 1896年（明治29年） - 能津登村の成田元吉がユサンベツで温泉を発見。後に成田温泉として営業開始し、現在のニセコ薬師温泉となる。
- 1898年（明治31年） - 寿都支庁が開庁。寿都郡、島牧郡、歌棄郡、磯谷郡の4郡を管轄。
- 1899年（明治32年） - 尻別村を北尻別村と南尻別村に分割。南尻別村の戸長役場は目名（現在の名駒町）に置かれた。
- 1902年（明治35年） - 二級町村制施行。横澗、島古丹、能津登、北尻別の4ヵ村を合併して村名を磯谷村とした。
- 1904年（明治37年） - 北海道鉄道開通。磯谷駅（1906年目名駅へ改称）、蘭越駅、昆布駅開設。
- 1908年（明治41年） - 新見直太郎が温泉を発見。1912年（明治45年）夏より新見温泉として営業開始。
- 1909年（明治42年） - 南尻別村が二級町村制施行。
- 1910年（明治43年） - 寿都・岩内・小樽の各支庁を廃し、虻田郡の一部を加えて倶知安村に後志支庁を置く。南尻別村は後志支庁の管轄となる。
- 1914年（大正3年） - 村役場を目名から蘭越へ移転。
- 1938年（昭和13年） - 北海道電力昆布発電所（水力）運転開始。
- 1940年（昭和15年） - 南尻別村が一級町村制施行。
- 1947年（昭和22年） - 地方自治法の改正により初の村長公選。
- 1950年（昭和25年） - ニセコが「道立公園」に指定。
- 1951年（昭和26年） - 北海道電力蘭越発電所（水力）運転開始。
- 1954年（昭和29年） - 角谷末松が昆布川河畔で温泉試掘（後の幽泉閣）。南尻別村を蘭越村と改称し町制施行。「蘭越町」となる。
- 1955年（昭和30年） - 磯谷村が寿都町などと合併し、新・寿都町となる。同年、寿都町字磯谷町（旧・磯谷村）北尻別地区（現在の港町）を蘭越町に編入。
- 1957年（昭和32年） - 町営公衆浴場（昆布川温泉）営業開始（1959年には町営温泉「幽泉閣」営業開始）。
- 1958年（昭和33年） - 湯本・昆布・ニセコ・新見を含む「ニセコ温泉郷」が厚生省（現在の厚生労働省）より国民保養温泉に指定。
- 1963年（昭和38年） - ニセコが「ニセコ積丹小樽海岸国定公園」に指定。
- 1967年（昭和42年） - 全国町村会から蘭越町が優良自治町村として表彰。第1回『花壇コンクール』開催。蘭越町民歌、らんこし音頭発表。
- 1969年（昭和44年） - オーストリアサールフェルデン市と姉妹都市提携。
- 1985年（昭和60年） - 役場新庁舎が完成。町民憲章制定、町の花・木を「こぶし」と指定。
- 1991年（平成3年） - 蘭越町貝の館開館。
- 1992年（平成4年） - ふるさとの丘直売センターがオープン（2003年道の駅登録）。蘭越町港直売センター「シェルプラザ」がオープン（2005年道の駅登録）。
- 1996年（平成6年） - 大湯沼自然展示館オープン。
- 1999年（平成11年） - 開基100年記念式典を挙行、各種の記念行事を実施。
- 2023年（令和5年）6月29日 - 湯里地内で地熱発電に係る調査現場からヒ素を含む水蒸気が噴出[9]。同年8月28日に噴出孔を閉鎖するまで19人が体調不良を訴えた[10]。

## 姉妹都市
ザールフェルデン市（ザルツブルク州）
1969年（昭和44年）10月15日提携

## 行政

### 役場・議会
町長
金　秀行
組織
総務課
税務課
住民福祉課
健康推進課
農林水産課
商工労働観光課
建設課
出納室
教育委員会
農業委員会
選挙管理委員会
議会事務局
町議会
議員定数10人

### 公共機関
警察
倶知安警察署
蘭越警察官駐在所
昆布警察官駐在所
目名警察官駐在所
港警察官駐在所
消防
羊蹄山ろく消防組合倶知安消防署
蘭越支署
文化・スポーツ施設
蘭越町民センター らぶちゃんホール
コミュニティープラザ 花一会図書館
ふれあいプラザ21
山村開発センター
蘭越町総合運動公園
蘭越町総合体育館

その他
北海道開発局小樽開発建設部倶知安開発事務所蘭越分庁舎（河川課）
後志総合振興局小樽建設管理部蘭越出張所

## 教育機関
高等学校
北海道蘭越高等学校
中学校
蘭越町立蘭越中学校
小学校
蘭越町立蘭越小学校
蘭越町立昆布小学校

## 経済・産業
蘭越町の基幹産業は農業であり、4年連続清流日本一に輝いた尻別川とその支流流域に約3000haの水田を有している。高台では果菜類などの畑作を行っており、肉用牛・牛乳などの畜産農家もある。
組合
ようてい農業協同組合（JAようてい）蘭越支所
南しりべし森林組合
ホームセンター
DCMニコット蘭越店
スーパーマーケット
Aコープようてい Aマート蘭越店
金融機関
北海道信用金庫蘭越支店
JAバンク北海道（北海道信用農業協同組合連合会）JAようてい蘭越支所
郵便局
蘭越郵便局（集配局）
昆布郵便局
目名郵便局
名駒郵便局
港町簡易郵便局
昆布温泉簡易郵便局
宅配便
ヤマト運輸千歳主管支店ニセコセンター（所在地は倶知安町）
佐川急便倶知安営業所（所在地は倶知安町）

## 交通

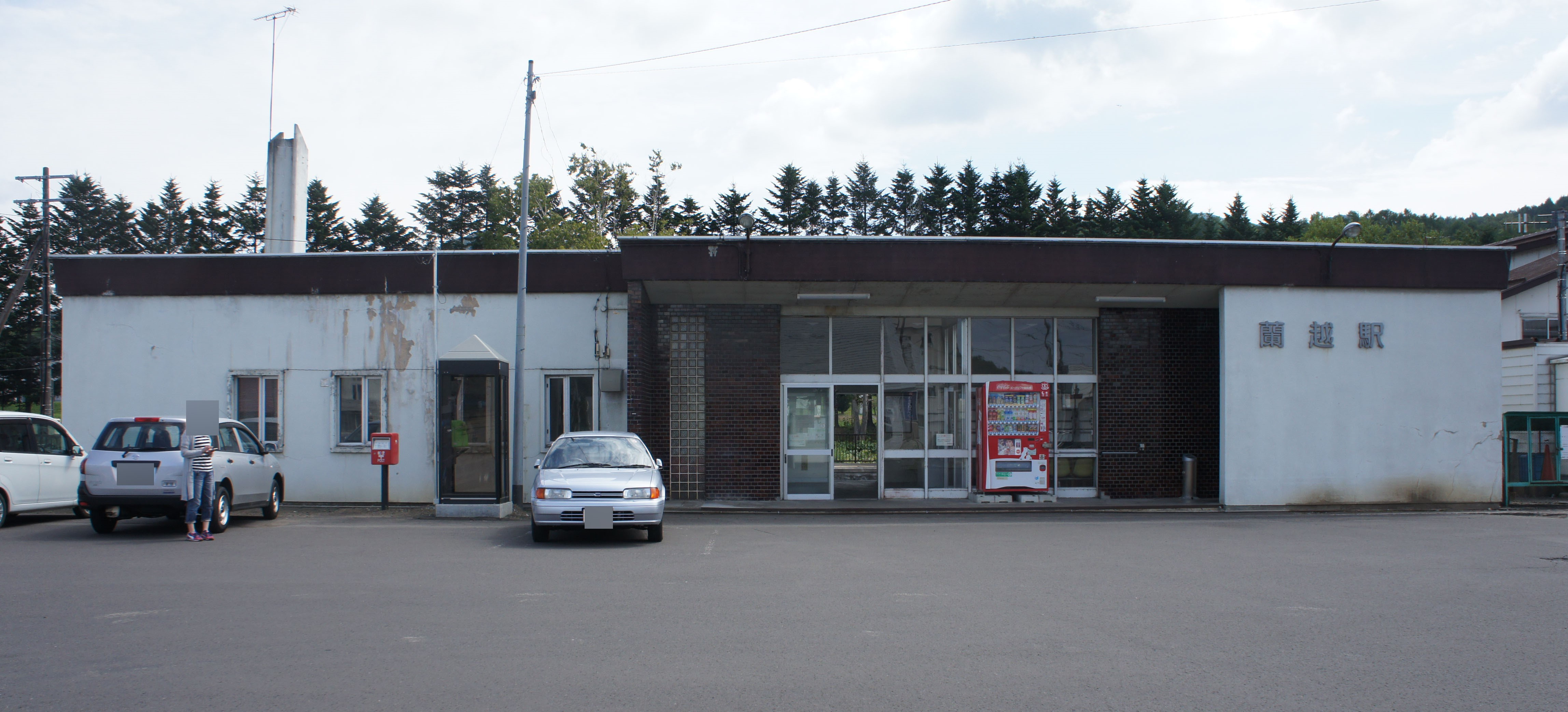
蘭越駅（2017年）

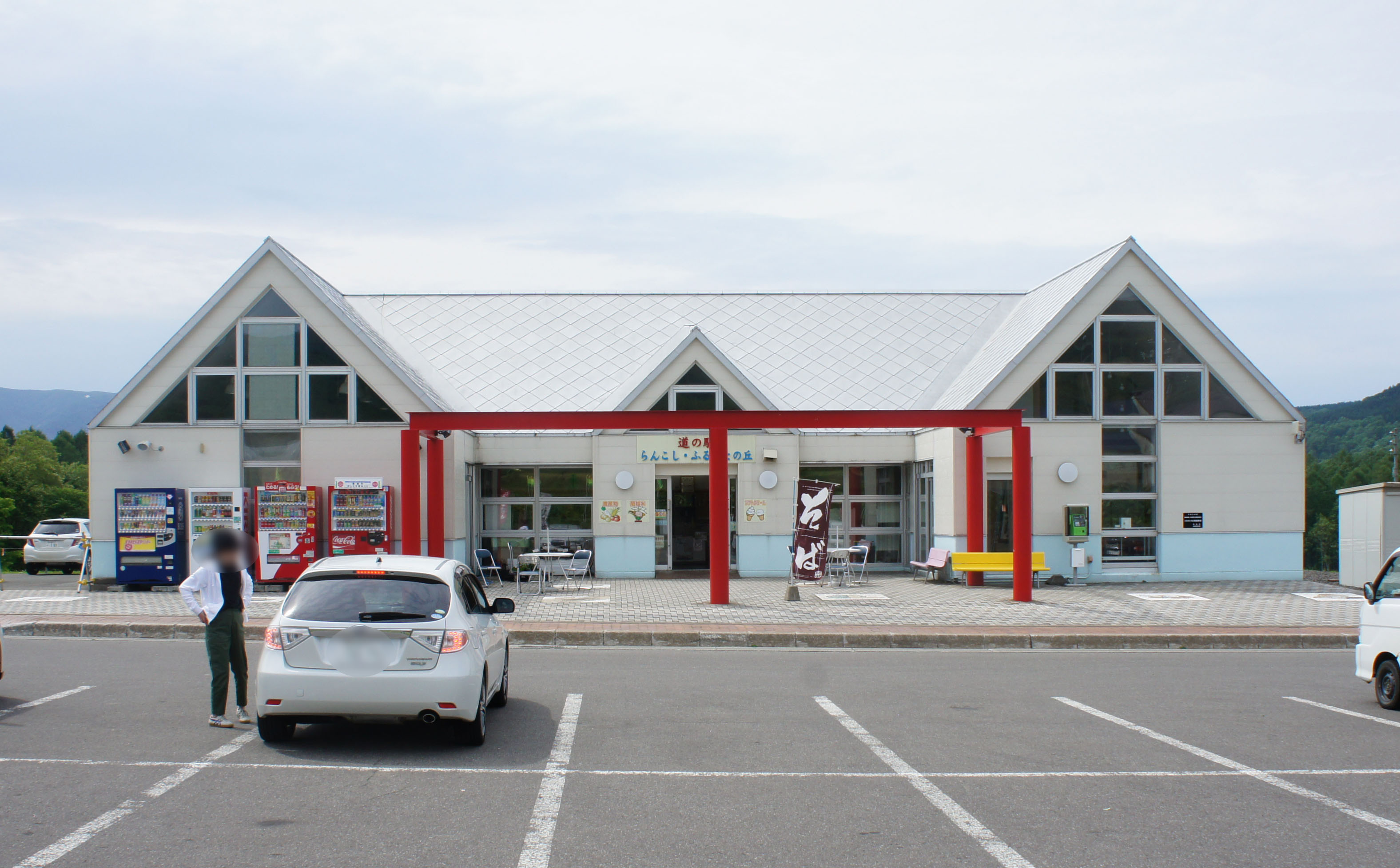
道の駅らんこし・ふるさとの丘（2018年）

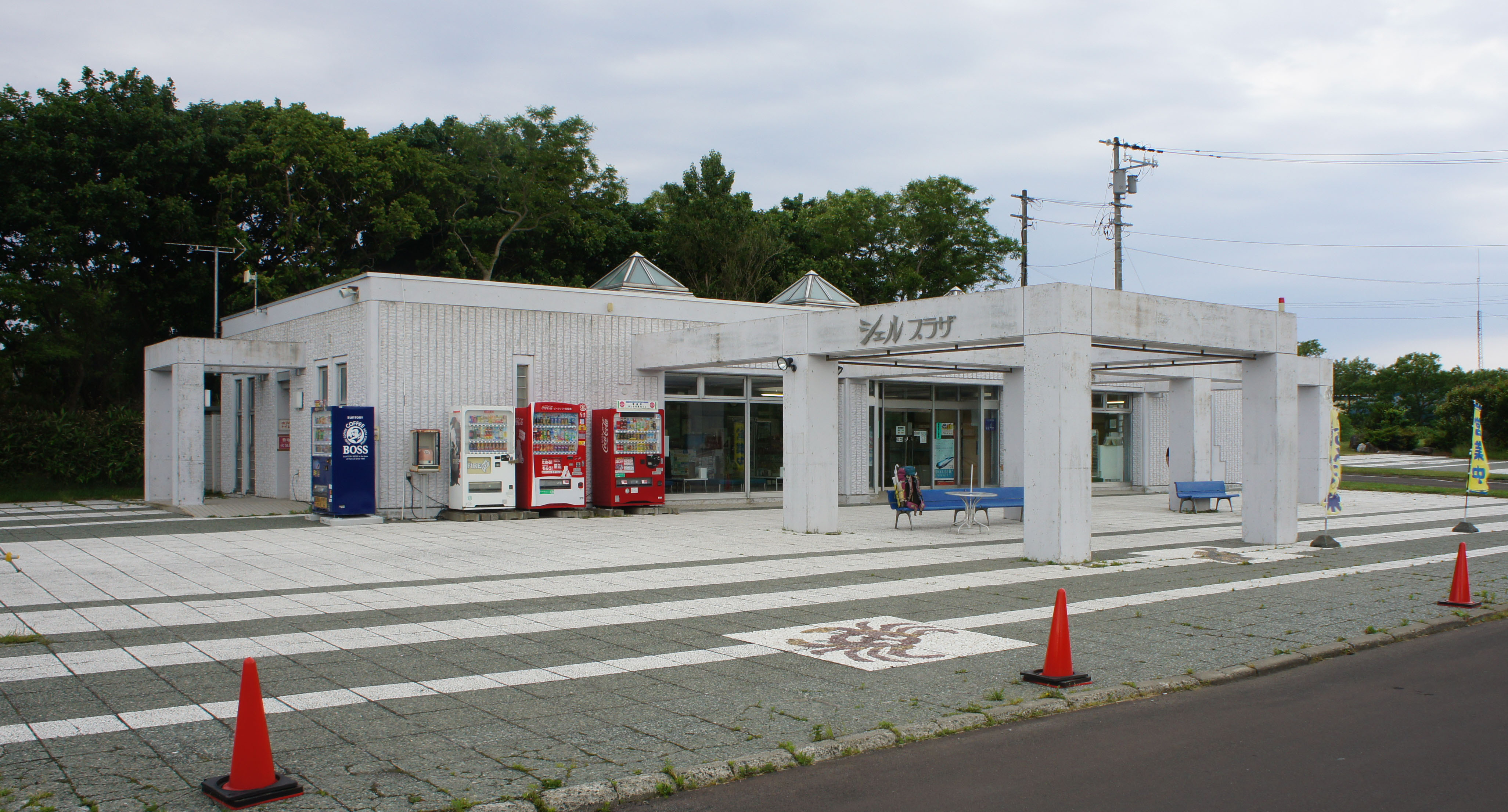
道の駅シェルプラザ・港（2018年）

### 鉄道
- 北海道旅客鉄道（JR北海道）
  - ■函館本線：目名駅 - 蘭越駅 - 昆布駅

建設中の北海道新幹線新函館北斗 - 札幌間開業後は町内を経由する予定であるが、駅や信号場は設置されない。

### バス
- ニセコバス
  - 蘭越町 - ニセコ町[15]
  - 寿都町 - 蘭越町 - 岩内町[16]
- 蘭越町「らんらん号」
  - 町内各方面[17]
- ニセコ町「にこっとBUS」
  - 昆布駅・昆布温泉病院周辺 - ニセコ町域（デマンド交通）[18]

### ハイヤー
- こぶしハイヤー

### 道路
町内を通る幹線道路の一部は、シーニックバイウェイの「支笏洞爺ニセコルート」になっている。
- 一般国道
  - 国道5号
  - 国道229号
- 都道府県道
  - 北海道道32号豊浦ニセコ線
  - 北海道道58号倶知安ニセコ線
  - 北海道道66号岩内洞爺線
  - 北海道道207号昆布停車場ニセコ線
  - 北海道道229号北尻別蘭越停車場線
  - 北海道道267号磯谷蘭越線
  - 北海道道268号岩内蘭越線
  - 北海道道343号蘭越ニセコ倶知安線
  - 北海道道525号蘭越停車場線
  - 北海道道752号名駒田下線
  - 北海道道934号相生蘭越線
- 道の駅
  - らんこし・ふるさとの丘
  - シェルプラザ・港

## 観光・レジャー

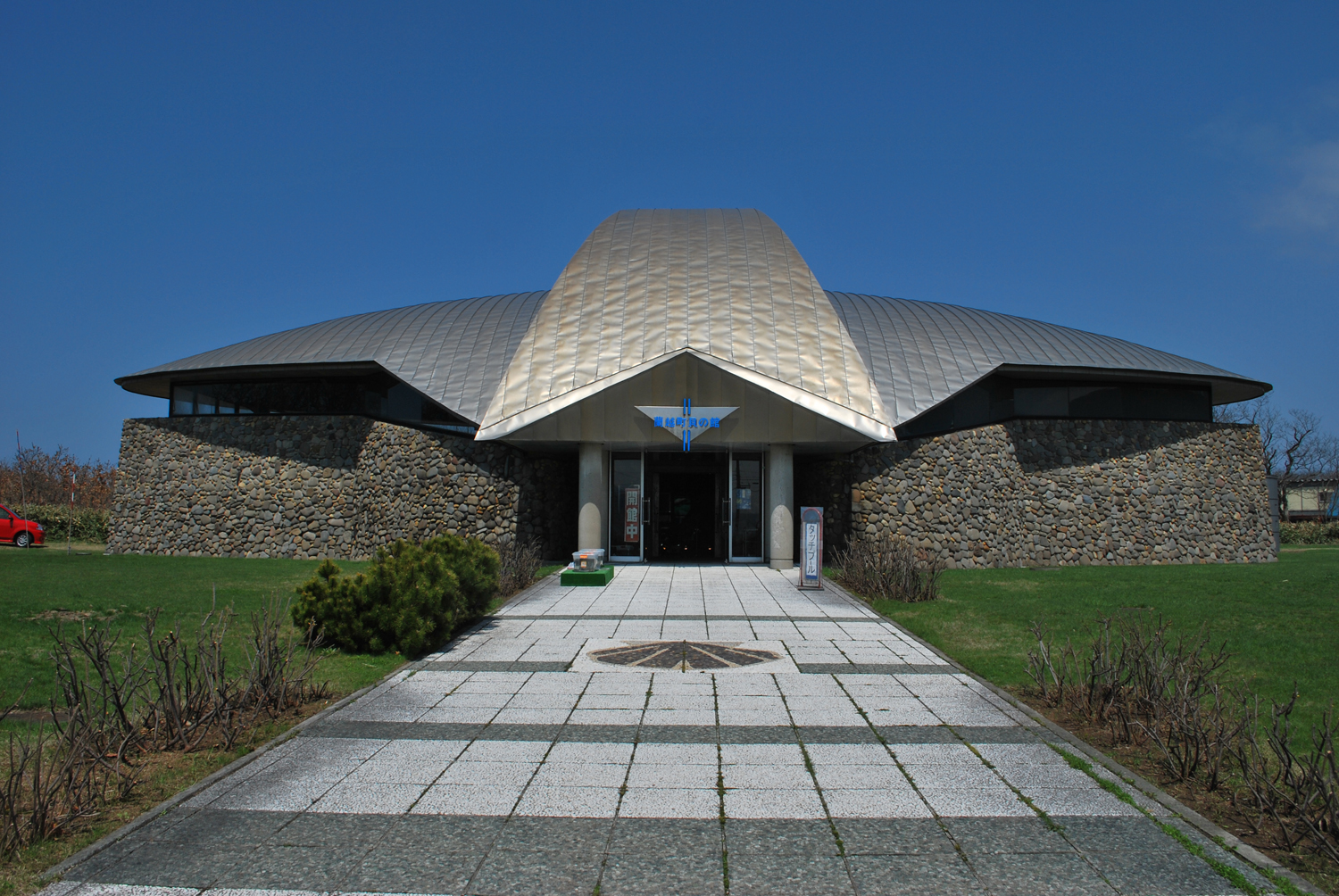
蘭越町貝の館（2011年）

### 温泉
- ニセコ湯本温泉
- 五色温泉
- ニセコ湯の里温泉
- ニセコ昆布温泉
- 昆布川温泉
- 黄金温泉
- ニセコ新見温泉

### 博物館
- 蘭越町貝の館

### 景勝地
- コックリ湖
- 紅葉の滝
- 大湯沼

## 人物
出身人物
金石清禅（政治家。元参議院議員）
槌谷裕司（官僚。元内閣府沖縄振興局長）
小寺次郎（外交官。元外務省欧州局長、駐サウジアラビア特命全権大使）
小松研一（技術者・工学博士。元東芝メディカルシステムズ社長、元日本医療機器産業連合会副会長）
古館清吾（元裁判官）
福原吉春（元アルペンスキー選手。）
増田雅人（ゲームデザイナー。『プロレス』『ファイヤープロレスリング』生みの親）
輪嶋直幸（元NHKラジオ・テレビ体操指導者。NHK『おかあさんといっしょ』6代目たいそうのおにいさん）
南部明子（教育家。光塩学園女子短期大学初代学長）
ゆかりの人物
気田義也（元アルペンスキー選手。東京都出身）